# دوروثي داي
دوروثي داي (بالإنجليزية: Dorothy Day؛ 8 نوفمبر 1897 – 29 نوفمبر 1980) كانت صحفية أميركية وناشطة اجتماعية ومتحولة إلى الكاثوليكية. داي عاشت حياة بوهيمية في البداية، قبل أن تشتهر كناشطة اجتماعية بعد اعتناقها للكاثوليكية. صارت شخصية مهمة في حركة العمال الكاثوليكية واكتسبت سمعة على المستوى الوطني كسياسية جذرية، وهي ربما أشهر ناشط في تاريخ الكنيسة الكاثوليكية في الولايات المتحدة.
تصف داي اعتناقها في سيرتها الذاتية، الوحدة الطويلة (The Long Loneliness). كانت داي كذلك صحفية نشطة، ووصفت نشاطيتها في مؤلفاتها. في 1917، اعتقلت كعضو من جماعة الحارسات الصامتات غير العنيفة التابعة للناشطة أليس بول. في ثلاثينات القرن العشرين، عملت مع الناشط الرفيق بيتر مورن بصورة وثيقة تأسيسا لحركة العمال الكاثوليكية، وهي حركة مسالمة تجمع بين المعونة المباشرة للفقراء والمشردين والنشاط المباشر اللاعنيف نيابة عنهم. مارست العصيان المدني، ما أدى إلى اعتقالات أخرى في 1955 و1957 و1973 وهي في الخامس والسبعين من عمرها. كجزء من حركة العمال الكاثوليكية، شاركت داي في تأسيس جريدة كاثوليك وركر في 1933 وعملت كرئيسة تحريرها من 1933 حتى وفاتها عام 1980. في هذه الجريدة، دعمت نظرية التوزيعية الاقتصادية الكاثوليكية، التي كانت تعتبرها طريقا ثالثا بين الرأسمالية والاشتراكية. استخدم البابا بندكت السادس عشر قصتها نموذجا لكيفية «التحرك نحو الإيمان الكاثوليكية... من بيئة علمانية.» ضمها البابا فرنسيس في قائمة قصيرة من الأميركيين المثاليين، مع أبراهام لينكون ومارتن لوثر كينغ الابن وتوماس مرتن، في خطابه أمام الكونغرس الأمريك. أفتحت الكنيسة ملفا عن إمكانية إعلان قداستها، وقبله الكرسي الرسولي للتحقيق فيه. نظرا لذلك، تشير الكنيسة إليها بلقب «خادمة الله».

## السيرة الذاتية

### السنوات المبكرة
ولدت دوروثي داي في 8 نوفمبر عام 1897، في حي بروكلين هايتس في بروكلين، نيويورك. وصف أحد كُتاب سيرتها الذاتية عائلتها بأنها «متماسكة ووطنية ومن الطبقة المتوسطة». والدها جون داي، كان من التينيسيين الأصليين في إيرلاندا، بينما كانت أمها غريس ساتيرلي، من السكان الأصليين لنيويورك، من أصول إنجليزية. تزوج الوالدان في الكنيسة الأسقفية الأمريكية في قرية غرينوتش. كان لها ثلاثة إخوة وأخت واحدة. حصل والدها على وظيفة صحفية عام 1904 في جريدة في سان فرانسيسكو للكتابة الرياضية في رياضة سباق الخيل. عاشت العائلة في أوكلاند في كاليفورنيا حتى زلزال سان فرانسيسكو عام 1906، الذي دمر منشآت الجريدة، وفقد والدها وظيفته نتيجة ذلك. استنتجت داي من تضحيات الجيران والاستجابة العشوائية لكارثة الزلزال كيف يتصرف الأفراد في المجتمع المسيحي. انتقلت العائلة بعد ذلك للسكن في شيكاغو.
كان والدا داي مسيحيين بالاسم فقط، إذ لم يحضرا الكنيسة إلا نادرًا. اطّلعت داي في طفولتها على الكثير من التعاليم الدينية وقرأت الكتاب المقدس بكثرة. بدأت داي حضور كنيسة المنقذ في سن العاشرة، وهي كنيسة أسقفية في حي حديقة لينكولن في شيكاغو، عندما أقنع القس أمها بالسماح لإخوتها بالانضمام إلى الجوقة الخاصة بالكنيسة. كانت داي مأخوذة بالشعائر الدينية والموسيقى. درست داي التعاليم الكنسية وعُمدت وحصلت على سر الميرون في تلك الكنيسة في عام 1911.
كانت داي قارئة نهمة، ومولعة خصوصًا بأعمال أبتون سنكلير مثل الأدغال (1906). تنقلت داي في العمل من كتاب لآخر، ولاحظت ذكر جاك لندن لهربرت سبنسر في مارتن إيدن، ثم من سبينسر إلى داروين وهكسلي. علمت داي عن الأناركية والفقر المدقع من بيتر كروبوتكين، الذي عزز لديها مفهوم التعاون بدلًا من مفهوم داروين عن الصراع من أجل البقاء. استمتعت داي بالأدب الروسي في الجامعة، خاصة دوستويفسكي وتولستوي وغوركي. قرأت داي الكثير من الأعمال الواعية اجتماعيًا، التي أمدتها بخلفية عن مستقبلها، وساعدتها على الانضمام إلى النضال الاجتماعي. تخرجت داي من مدرسة روبرت والر في عام 1914.
حضرت داي جامعة إلينوي في إربانا-شامبين في منحة دراسية عام 1914. كانت قراءة داي الأساسية في التوجه المسيحي الاجتماعي الراديكالي. تجنبت داي الحياة الاجتماعية في الحرم الجامعي، ودعمت نفسها بدلًا من الاعتماد على الدعم المادي من والدها، إذ اشترت ملابسها وأحذيتها من المحلات بأسعار مخفضة. تركت داي الجامعة بعد سنتين وانتقلت إلى نيويورك.

### النضال الاجتماعي
استقرت داي في الشرق السفلي من نيويورك وعملت على مجموعة من المؤلفات الاجتماعية، منها مجلة ليبراتور وذا كول. شرحت داي للاشتراكيين المتحمسين أنها مسالمة حتى فيما يخص الصراع الطبقي. وصفت داي بعد مرور سنوات أنها كانت مدفوعة إلى اتجاهات مختلفة: «لقد كنت في الثامنة عشر، لذلك تنقلت بين الولاء للاشتراكية والنقابية والأناركية. عندما قرأت تولستوي كنت أناركية، وعملي مع ذا كول حافظ على ولائي للاشتراكية، وبالرغم من كوني من اليسار، فقد حفظت أمريكيتي على ولائي لحركة عمال الصناعة في العالم».
احتفلت داي بثورة فبراير في روسيا في عام 1917، والإطاحة بالملكية وتأسيس حكومة الإصلاح. اعتُقلت داي في نوفمبر عام 1917 بسبب اعتصامها في البيت الأبيض للمطالبة بحق النساء في التصويت في فعاليات حملة الحراس الصامتين التي نظمتها أليس بول وحزب النساء الوطني. حُكم على داي بثلاثين يومًا في السجن، خدمت منها 15 يومًا قبل إطلاق سراحها، كانت في 10 أيام منها مضربة عن الطعام.
قضت داي عدة شهور في قرية غرينوتش، حيث أصبحت قريبة من أوجين أونيل، إذ قالت عنه أنه قام بـ«إحياء وتعظيم الشعور الديني الذي كان موجودًا فيّ بالفعل». حافظت داي على صداقتها بأبرز الشيوعيين الأمريكيين مثل آنا لويس سترونغ وإليزابيث غورلي فلين، التي أصبحت زعيمة الحزب الشيوعي بالولايات المتحدة الأمريكية.
عاشت داي في البداية حياة بوهيمية. تزوجت من بيركلي توبي في عرس مدني في فبراير عام 1921، بعد إنهاء علاقة حب تعيسة مع ليونيل مويسي، وبعد الإجهاض الذي تصفه بأنه «أكبر مأساة بحياتها». قضت داي الجزء الأفضل من السنة مع زوجها في أوروبا، إذ ابتعدت عن السياسة وركزت على الفن والأدب، وكتبت سيرة شبه ذاتية في صورة رواية بعنوان العذراء الحادية عشر (1924)، مبنية على علاقتها بمويسي. حاولت داي في خاتمة الرواية استنتاج بعض الدروس عن حالة النساء من وحي تجربتها: «لقد ظننت أنني امرأة حرة وقوية، ولكني لم أكن ذلك على الإطلاق... الحرية رداء حداثي، إنها الفخ الذي نقع فيه -نحن النساء- للإيقاع بالرجل الذي نرغب به.» وصفت داي هذا الكتاب بعد ذلك بأنه «كتاب سيئ جدًا». حصلت داي على 2500 دولار من مستحقات تحويل الرواية إلى فيلم سينمائي، واشترت بها كوخًا على الشاطئ كمحاولة للانسحاب من الكتابة في جزيرة ستاتن. وجدت داي حبيبًا جديدًا، فورستر باترهام، وهو ناشط وعالم بيولوجيا، انضم إليها هناك في عطلة نهاية الأسبوع. عاشت داي هناك منذ 1925 إلى 1929، وقضت الوقت في التسلية مع الأصدقاء والاستمتاع بالعلاقة الرومانسية التي أخفقت عندما انشغلت بالأمومة والدين.
اعتقدت داي بعد الإجهاض أنها صارت عقيمة، ولكنها ابتهجت عندما علمت خبر حملها في منتصف 1925، بينما فزع باترهام من الأبوة. وبينما كانت تزور أمها في فلوريدا، وانفصلت عن باترهام لعدة شهور، عمقت داي من استكشافها للكاثوليكية. وعندما عادت إلى جزيرة ساتن، وجد زوجها حضورها المستمر للقداس والقراءات الدينية سلوكًا غير مفهوم. التقت داي بالراهبة الكاثوليكية ألويسيا، بعد ولادة ابنتها تامار تيريزا في 4 مارس عام 1926، وبمساعدة الراهبة تعلمت داي المزيد عن الإيمان الكاثوليكي وعمدت ابنتها في يوليو عام 1927. رفض باترهام حضور التعميد، ولم يعد يطيق علاقته بداي، إذ كانت رغبتها في الزواج في الكنيسة متعارضة مع مقتها للدين النظامي، خاصة الكاثوليكية. بعد آخر شجار بينهما في آخر ديسمبر، رفضت داي السماح له بالعودة. خضعت داي في 28 ديسمبر للتعميد الشرطي في الكنيسة الكاثوليكية مع الراهبة ألويسيا بصفتها عرابتها. 
وضعت داي نهاية لعلاقتها مع باترهام في صيف عام 1929، بقبولها لوظيفة كتابة حوار فيلم سينمائي لباثي الفرير، وانتقلت مع ابنتها تامار إلى لوس أنجلوس. لم يجدد عقدها بعد شهور من ذلك بسبب انهيار سوق البورصة في عام 1929. عادت داي إلى نيويورك عبر إقامة مؤقتة في المكسيك، وزيارة لعائلتها في فلوريدا. دعمت داي نفسها لتصير صحفية، لتكتب عمودًا لصالح صحيفة محلية، تدعى «جزيرة ساتن التقدمية»، وكذلك مقالات مميزة ومراجعات كتب للعديد من المؤلفات الكاثوليكية، منها مجلة كومن ويل.
قررت داي أن تأخذ المزيد من الأدوار في النضال الاجتماعي والكاثوليكية خلال إحدى مهامها لصالح كومن ويل في واشنطن. كتبت داي خلال إضرابات الطعام في ديسمبر عام 1932 بأنها فخورة بمشاهدة المسيرات. تعلق داي على ذلك في سيرتها الذاتية قائلة: «أستطيع الكتابة وأستطيع الاحتجاج لإيقاظ الضمير، ولكن أين القيادة الكاثوليكية في جمع حشود الرجال والنساء معًا، لتحقيق الرحمة الحقيقية التي يرجوها رفقاؤنا؟» زارت داي لاحقًا كاتدرائية الضريح الوطني لعيد الحبل بلا دنس في الشمال الشرقي للعاصمة للصلاة وإيجاد طريقة لاستخدام مواهبها لمساعدة رفقائها من العمال والفقراء.

### الحركة العمالية الكاثوليكية
في عام 1932، التقت داي ببيتر مورين، الرجل الذي كانت تنسب إليه دائمًا على أنه مؤسس الحركة التي تُعرف بها. التحق مورين، وهو مهاجر فرنسي، بأخوة المدارس المسيحية في موطنه فرنسا، قبل أن يهاجر، أولًا إلى كندا، ثم إلى الولايات المتحدة.
على الرغم من افتقاره إلى التعليم الرسمي، كان مورين رجلًا يتمتع بذكاء عميق ووجهات نظر قوية بلا ريب. كان لديه رؤية للعدالة الاجتماعية وعلاقتها بالفقراء، والتي كانت مستوحاة جزئيًا من القديس فرنسيس الأسيزي. كان لديه رؤية للعمل تقوم على تبادل الأفكار والأعمال اللاحقة من قبل الفقراء أنفسهم. كان مورين على دراية عميقة في كتابات آباء الكنيسة والوثائق البابوية حول المسائل الاجتماعية التي صدرت من قبل البابا ليون الثالث عشر وخلفائه. قدم مورين لداي أسس اللاهوت الكاثوليكي للحاجة إلى العمل الاجتماعي الذي شعر به كلاهما.
بعد سنوات، وصفت داي كيف وسع مورين معرفتها أيضًا من خلال تقديم «موجز لكتابات كروبوتكين، ولفت انتباهي خصوصًا إلى الحقول، والمصانع، وورش العمل. ولاحظت داي: «كنت على دراية بكروبوتكين فقط من خلال ذكريات الثوري، التي نُشرت في الأصل بشكل متسلسل في مجلة أتلانتيك الشهرية. كتبت: «أوه، بعيدًا عن الحرية الأمريكية، عندما تمكن كارل ماركس من الكتابة لصحيفة تريبيون في نيويورك، لم يكن بالإمكان نشر كروبوتكين في مجلة أتلانتيك فحسب، بل استُقبل كضيف في منازل الموحدين في نيو إنجلاند، وفي هال هاوس لجين أدامز في شيكاغو!».
بدأت الحركة العمالية الكاثوليكية عندما ظهرت صفيحة العامل الكاثوليكي في 1 مايو عام 1933، بسعر سنت واحد، ونُشرت باستمرار منذ ذلك الحين. كانت تستهدف الصحيفة أولئك الذين يعانون أكثر من غيرهم في أعماق الكساد الكبير، «أولئك الذين يعتقدون أنه لا يوجد أمل في المستقبل»، وأعلنت لهم أن «الكنيسة الكاثوليكية لديها برنامج اجتماعي... هناك رجال يحبون الله يعملون ليس فقط من أجل مصالحهم الروحية بل من أجل المصالح المادية كذلك». لم تقبل أي إعلان ولم تدفع لموظفيها. دُعم نشر العدد الأول جزئيًا من خلال تبرع بمبلغ 1 دولار أمريكي من الأخت بيتر كلافير.
مثل العديد من الصحف في ذلك الوقت، بما في ذلك تلك التي كانت داي تكتب لها، كانت مثالًا غير مستعد لتقديم الاعتذار للصحافة المناصرة. قدمت تغطية للإضرابات وبحثت في ظروف العمل، وخاصة ظروف النساء والعمال الأمريكيين من أصل أفريقي، وشرحت التدريس البابوي في القضايا الاجتماعية. كانت وجهة نظرها متحيزة وصُممت القصص لتحريك قراءها للقيام بأفعال محلية، على سبيل المثال، من خلال رعاية المغاسل التي أوصى بها اتحاد عمال الغسيل. إن دفاعها عن قوانين عمالة الأطفال الفيدرالية جعلها تتعارض مع التسلسل الهرمي للكنيسة الأمريكية منذ إصدارها الأول. ومع ذلك، راقبت داي  بعض هجمات مورين على التسلسل الهرمي للكنيسة وحاولت تقديم مجموعة من مواضيع الصحيفة إلى البابا بيوس الحادي عشر في عام 1935.
كان المنافس الرئيسي للصحيفة في التوزيع والأيديولوجية  صحيفة دايلي وركير الشيوعية. عارضت داي إلحاد الصحيفة، والدعوة إلى «الكراهية الطبقية» والثورة العنيفة، ومعارضة الملكية الخاصة. سأل العدد الأول للعامل الكاثوليكي: «أليس من الممكن أن تكون راديكاليًا وغير ملحدًا؟» واحتفلت بتوزيعها في ميدان الاتحاد في يوم العمال كتحد مباشر للشيوعيين. دافعت داي عن برامج الإغاثة الحكومية مثل سلك الخدمة المدنية الذي سخر منه الشيوعيون. ردت صحيفة ذا ديلي وركير بالسخرية من العامل الكاثوليكي لعملها الخيري والتعبير عن التعاطف مع أصحاب العقارات عندما وصفوا عمليات الإخلاء بالخطأ من الناحية الأخلاقية. في هذه المعركة، دعم التسلسل الهرمي للكنيسة حركة داي، وقالت الكومنول، وهي مجلة كاثوليكية أعربت عن مجموعة واسعة من وجهات النظر، أن معرفة داي ساعدتها جيدًا في مهمتها: «هناك عدد قليل من الأشخاص العاديين في هذا البلد على دراية تامة بالحملات الدعائية الشيوعية وأسسها». وخلال هذا الوقت، كونت صداقات مع عدد من المؤلفين الكاثوليك، بما في ذلك جون سي كورت وهاري سيلفستر. أهدى سيلفستر روايته الرابعة، مون جافني، إلى داي وكورت.
على مدى عدة عقود، اجتذب العامل الكاثوليكي هؤلاء الكتاب والمحررين مثل ميخائيل هارينجتون، عمون هينيسي، وتوماس ميرتون، ودانيال بيريغان. أسست مؤسسة النشر «بيت الضيافة»، وهو ملجأ يوفر الطعام والملابس للفقراء في الجانب الشرقي الأدنى ثم  تأسست سلسلة من المزارع للعيش الجماعي. انتشرت الحركة بسرعة إلى مدن أخرى في الولايات المتحدة وكندا والمملكة المتحدة. وبهذا تأسست أكثر من 30 مجموعة عمالية كاثوليكية مستقلة بحلول عام 1941.

في عام 1935، نشرت العامل الكاثوليكي مقالات عبرت عن موقف سلمي صارم لا هوادة فيه، مخالفة بذلك العقيدة الكاثوليكية التقليدية لنظرية الحرب العادلة. في العام التالي، اقترب الجانبان اللذان خاضا الحرب الأهلية الإسبانية من قضيتين مخلصة داي لهما، حيث تحالفت الكنيسة مع فرانكو لقتال المتطرفين، وكانت صحيفة العامل الكاثوليكي  وذا وركير في حالة حرب مع بعضهما البعض. رفضت داي اتباع التسلسل الهرمي الكاثوليكي لدعم فرانكو ضد القوات الجمهورية، التي كانت روحًا ملحدة ومناهضة للإكليروس، بقيادة الأناركيين والشيوعيين (أي القوات الجمهورية). اعترفت باستشهاد القساوسة والراهبات في إسبانيا وقالت إنها تتوقع أن يتطلب عصر الثورة التي تعيشها المزيد من الشهداء: 
يجب أن نستعد الآن للاستشهاد – وإلا فإننا لن نكون مستعدين. من منا لو تعرض للهجوم الآن لن يرد بسرعة وإنسانية ضد هجوم مماثل؟ هل نحب أخينا الذي يضربنا؟ من بين جميع العاملين في العامل الكاثوليكي، كم عدد الذين لا يدافعون عن أنفسهم بشكل غريزي بأي وسيلة كانت؟ يجب أن نستعد. يجب أن نستعد الآن. يجب أن نكون أكثر جرأة. 
انخفض توزيع الصحيفة حيث سحبت العديد من الكنائس والمدارس والمستشفيات الكاثوليكية التي كانت بمثابة نقاط توزيع لها الدعم. انخفض التوزيع من 150,000 إلى 30,000.

في عام 1938، نشرت تقريرًا عن تحول نشاطها السياسي إلى نشاط بدافع ديني في كتاب من ميدان الاتحاد إلى روما. روت قصة حياتها بشكل انتقائي، دون أن تقدم تفاصيل سنواتها الأولى من «الذنوب الفادحة» عندما كانت حياتها «مثيرة للشفقة، وصغيرة، ووضيعة». قدمته كإجابة للأقارب والأصدقاء الشيوعيين الذين سألوا: «كيف يمكنك أن تصبحي كاثوليكية؟»: 
ما أريد أن أوضحه في هذا الكتاب هو تتالي الأحداث التي قادتني إليه، لمحات منه تلقيتها خلال سنوات عديدة، جعلتني أشعر بالحاجة الماسة إليه وللدين. سأحاول أن أتبع خطواته لقبول الإيمان الذي أعتقد أنه كان دائمًا في قلبي. 
أوصت لجنة الكاردينال للأدب في أبرشية نيويورك القراء الكاثوليك بالكتاب.

## المعتقدات

### الأعمال الخيرية والفقر
كافحت داي للكتابة عن الفقر جل حياتها. أعجبت داي بالجهود الأمريكية وتحمل المسئولية عبر الحكومة، ولكنها شعرت أن الأعمال الخيرية مسئولية الفرد وتحتاج لقرارات شخصية.
نددت داي أيضًا بالخطايا المرتكبة في حق الفقراء، وأطلقت على «حرمان العمال» مصطلح الخطيئة القاتلة، مستخدمة لغة شبيهة بتلك المستخدمة في الكتاب المقدس في رسالة يعقوب. وقالت أن المعلنين مذنبون (بلاء على هذا الجيل) لأنهم يجعلون الفقراء على استعداد «لبيع حريتهم وكرامتهم لإرضاء رغباتهم التافهة».

### كل البشر إخوة
كتبت داي في «العامل الكاثوليكي» في مايو 1951، أن ماركس ولينين وماو تسي تونغ «كانوا مفعمين بحب إخوتهم من البشر، وعلينا أن نعتقد ذلك بالرغم من سعيهم الحثيث للسيطرة على السلطة وبناء الجيوش القوية ومعسكرات الاعتقال والعمل القسري وتعذيب وقتل مئات الآلاف». تضرب داي بهم المثل لأنها تصر على أهمية نظر الكنيسة الكاثوليكية لكل البشر كـ«إخوة»، أي إيجاد الإنسانية في كل البشر بلا استثناء. أوضحت داي أنها تتفهم التأثير المنفر لهذا الموقف:
كان بيتر مورين يعيد صياغة موقفنا دائمًا، ويجد المراجع من جميع الأديان والأعراق والسلطات. اعتاد مورين أن يسبب لنا الحرج بالاقتباس من مارشال بيتين والأب تشارلز كافلين، مقتبسًا شيئًا جيدًا مما قالوه، بالرغم من معارضتنا لوجهة النظر التي يمثلونها. مثلما نفاجئ الناس بالاقتباس من ماركس ولينين وماو تسي تونغ أو راماكريشنا لإعادة صياغة القضية لصالح الإنسانية كلها، وأخوة كل البشر وأبوية الرب.
في 1970، حاكت داي مورين عندما كتبت:
يجب أن تسير كلمتا [أناركي-مسالم] معًا، في تلك الأيام بالتحديد، التي يتحول فيها الكثير من الناس إلى العنف، ومنهم قساوسة، ويجدون أبطالهم في كاميلو توريس بين غيره من القساوسة، وتشي جيفارا بين الثوار. فالانجذاب لهما قوي، لأن الرجلين ضحيا بحياتهما من أجل إخوانهما.
«دعوني أقول، مخاطرًا بأن أظهر سخيفًا، أن الثورة الحقيقية يقودها الحب.» كتب ذلك تشي جيفارا واقتبس منه شيكانو يوث في «صرخة الشمال».

### التعاطف والاعتزاز بالأناركية
تعرفت داي على الأناركية أثناء الدراسة في الجامعة. قرأت «القنبلة» لفرانك هاريس، وهي سيرة ذاتية تخيلية لواحد من أناركيي هايماركت. ناقشت داي الأناركية والفقر المدقع مع بيتر كروبوتيكن. درست داي الأناركية لإيما غولدمان بعد الانتقال إلى نيويورك، وحضرت تجمعات الأناركيين في ويبستر هول.
أصيبت داي بالحزن نتيجة إعدامات الأناركيين ساكو وفانزيتي في عام 1927. كتبت داي عند وفاتهما: «كل الأمة في حداد.» شعرت داي بالتضامن معهما بصفتها كاثوليكية، خاصة «شعور التضامن الذي جعلني أفهم عقيدة الجسد الباطني للمسيح ونحن جميعًا أعضاء فيه».
ولمناقشة مصطلح الأناركية، كتبت داي: «لم نتردد أبدًا لاستخدام هذا المصطلح. يفضل البعض مصطلح الشخصانية. لكن بيتر مورين جاء لي بكروبوتكين في إحدى يديه والقديس فرانسيس في الأخرى!»
جاءت رؤى دوروثي داي الأناركية والتوزيعية الاقتصادية مشابهة لرؤى بيير جوزيف برودون عن التعاونية الاقتصادية التي تأثرت بها. أدى تأثرها بالأناركيين برودون وكروبوتكين إلى إطلاق على نفسها وصف الأناركية. تصرح دوروثي داي قائلة: «بصفتي أناركية الآن ومثلما كنت من قبل، فلم استخدم حق التصويت الذي فازت به النساء بمظاهراتهن أمام البيت الأبيض أثناء تلك الفترة.»
وضحت داي أن الأناركيين يقبلونها كواحدة منهم وتشاركهم قيم الحركة «لأنني كنت خلف القضبان في أقسام الشرطة، وفي المعتقلات، والسجون، إحدى عشر مرة، ورفضت دفع ضريبة الدخل الفيدرالية ولم أصوت أبدًا» ولكنها اندهشت من نظرهم إليها باعتبارها «مؤمنة بالسلطة الأحادية للكنيسة». عكست داي هذا الرأي وتجاهلت اعترافهم بالإلحاد قائلة أنها تستطيع رؤية المسيح بهم مهما أنكروه، لأنهم يهبون أنفسهم لنظام اجتماعي أفضل للمعذبين في الأرض. 

## وصلات خارجية
- دوروثي داي على موقع IMDb (الإنجليزية)
- دوروثي داي على موقع الموسوعة البريطانية (الإنجليزية)
- دوروثي داي على موقع إن إن دي بي (الإنجليزية)
- دوروثي داي على موقع قاعدة بيانات الفيلم (الإنجليزية)

1. 1 2  Encyclopædia Britannica | Dorothy Day (بالإنجليزية), QID:Q5375741
2. 1 2  FemBio-Datenbank | Dorothy Day (بالألمانية والإنجليزية), QID:Q61356138
3. 1 2  Dalibor Brozović; Tomislav Ladan (1999.), Hrvatska enciklopedija | Dorothy Day (بالكرواتية), Leksikografski zavod Miroslav Krleža, OL:120005M, QID:Q1789619 {{استشهاد}}: تحقق من التاريخ في: |publication-date= (help)
4. 1 2 3 4 5  Virginia Blain; Isobel Grundy; Patricia Clements (1990), The Feminist Companion to Literature in English: Women Writers from the Middle Ages to the Present (بالإنجليزية), p. 273, OL:2727330W, QID:Q18328141
5. ↑  Lina Mainiero; Langdon Lynne Faust (1979), American Women Writers: A Critical Reference Guide from Colonial Times to the Present (بالإنجليزية), QID:Q106787730
6. ↑   https://www.womenofthehall.org/inductee/dorothy-day/. {{استشهاد ويب}}: |url= بحاجة لعنوان (مساعدة) والوسيط |title= غير موجود أو فارغ (من ويكي بيانات) (مساعدة)
7. ↑   http://peacenews.org/gandhi-peace-award/. اطلع عليه بتاريخ 2016-06-10. {{استشهاد ويب}}: |url= بحاجة لعنوان (مساعدة) والوسيط |title= غير موجود أو فارغ (من ويكي بيانات) (مساعدة)
8. ↑   http://archives.nd.edu/research/facts/laetare.html. اطلع عليه بتاريخ 2016-06-10. {{استشهاد ويب}}: |url= بحاجة لعنوان (مساعدة) والوسيط |title= غير موجود أو فارغ (من ويكي بيانات) (مساعدة)
9. ↑   http://www.davenportdiocese.org/socialaction/sapitrecipients.htm#DOROTHY_DAY. اطلع عليه بتاريخ 2016-06-10. {{استشهاد ويب}}: |url= بحاجة لعنوان (مساعدة) والوسيط |title= غير موجود أو فارغ (من ويكي بيانات) (مساعدة)
10. 1 2  Elie (2003), p. 43
11. 1 2  Elie (2003), p. 433
12. ↑  Cannon، Virginia (30 نوفمبر 2012). "Day by Day; A Saint for the Occupy Era?". The New Yorker. مؤرشف من الأصل في 2019-03-27. اطلع عليه بتاريخ 2015-09-30.
13. ↑  Pope Benedict XVI (13 فبراير 2013). "General Audience, 13 February 2013". Vatican. مؤرشف من الأصل في 2019-04-13. اطلع عليه بتاريخ 2015-09-30.
14. ↑  Elie (2003), pp. 236-237
15. ↑  Elie (2003), pp. 279
16. ↑  "G.K. Chesterton and Dorothy Day on Economics:Neither Socialism nor Capitalism (Distributism)". cjd.org. مؤرشف من الأصل في 2018-06-12. اطلع عليه بتاريخ 2015-10-02.
17. ↑  "The ChesterBelloc Mandate: Dorothy Day and Distributism". مؤرشف من الأصل في 2018-11-16. اطلع عليه بتاريخ 2015-10-02.
18. ↑  Pope Francis (24 سبتمبر 2015). "Visit to the Joint Session of the United States Congress". Vatican. مؤرشف من الأصل في 2019-04-03. اطلع عليه بتاريخ 2015-09-30.
19. ↑  Raboteau، Albert J. (2016). American Prophets: Seven Religious Radicals and Their Struggle for Social and Political Justice. ص. 64.
20. ↑  Coles، Robert (1987). Dorothy Day: A Radical Devotion. Reading, MA: Addison-Wesley.
21. 1 2  Miller، William D. (1982). Ray Rivera Lopez: A Biography. NY: Harper & Row. ص. 1–7.
22. ↑  Forest، Jim (2011). All is Grace: A Biography of Dorothy Day. Maryknoll, NY: Orbis Books. ص. 14–15.
23. ↑  Miller، William D. (1982). Dorothy Day: A Biography. NY: Harper & Row. ص. 27–8.
24. ↑  Day، Dorothy (1981). The Long Loneliness: the autobiography of Dorothy Day. San Francisco: Harper & Row. ص. 43.
25. ↑  Day، Dorothy (1952). The Long Loneliness. Harper & Brothers, Publishers. ص. 32.
26. ↑  Coles (1987), p. 2.
27. ↑  "Dorothy Day dead at 83". The Bulletin  [لغات أخرى]‏. 29 نوفمبر 1980. ص. 61. مؤرشف من الأصل في 2016-04-28.{{استشهاد بخبر}}:  صيانة الاستشهاد: علامات ترقيم زائدة (link)
28. ↑  Forest، Jim (2011). All is Grace: A Biography of Dorothy Day. Maryknoll, NY: Orbis Books. ص. 30.
29. ↑  Day، Dorothy. "Chapter 6 - New York". From Union Square to Rome. Dorothy Day Collection. مؤرشف من الأصل في 2017-10-19. اطلع عليه بتاريخ 2014-01-27.
30. ↑  Vance, Laurence (December 4, 2006) Bill Kauffman: American Anarchist, لو روكويل "نسخة مؤرشفة". مؤرشف من الأصل في 2017-06-24. اطلع عليه بتاريخ 2019-11-06.{{استشهاد ويب}}:  صيانة الاستشهاد: BOT: original URL status unknown (link)
31. ↑  Cornell، Tom. "A Brief Introduction to the Catholic Worker Movement". catholicworker.org. مؤرشف من الأصل في مارس 14, 2014. اطلع عليه بتاريخ فبراير 21, 2009.
32. ↑  "Suffrage Pickets Freed from Prison" (PDF). New York Times. 28 نوفمبر 1917. مؤرشف من الأصل (PDF) في 2020-01-09. اطلع عليه بتاريخ 2014-01-26.
33. ↑  "Cat-and-Mouse Remedy for Hunger-Striking" (PDF). New York Times. 29 نوفمبر 1917. مؤرشف من الأصل (PDF) في 2020-01-09. اطلع عليه بتاريخ 2014-01-26.
34. ↑  Forest، Jim (2011). All is Grace: A Biography of Dorothy Day. Maryknoll, NY: Orbis Books. ص. 32–3.
35. ↑  Forest، Jim (2011). All is Grace: A Biography of Dorothy Day. Maryknoll, NY: Orbis Books. ص. 44–7.
36. ↑  Whitman، Alden (30 نوفمبر 1980). "Dorothy Day, Outspoken Catholic Activist, Dies at 83". New York Times. مؤرشف من الأصل في 2020-04-10. اطلع عليه بتاريخ 2014-01-28.
37. ↑  "You are being redirected". مؤرشف من الأصل في 2019-04-06.
38. ↑  Wright، Terrence C. (2018). Dorothy Day: An Introduction to Her Life and Thought. San Francisco: Ignatius Press. ص. 19.
39. ↑  Forest، Jim (2011). All is Grace: A Biography of Dorothy Day. Maryknoll, NY: Orbis Books. ص. 65.
40. ↑  Forest، Jim (2011). All is Grace: A Biography of Dorothy Day. Maryknoll, NY: Orbis Books. ص. 56–7. Tobey later helped to found the Literary Guild.
41. ↑  Forest، Jim (2011). All is Grace: A Biography of Dorothy Day. Maryknoll, NY: Orbis Books. ص. 67ff.
42. ↑  Forest، Jim (2011). All is Grace: A Biography of Dorothy Day. Maryknoll, NY: Orbis Books. ص. 65–6.
43. ↑  Forest، Jim (2011). All is Grace: A Biography of Dorothy Day. Maryknoll, NY: Orbis Books. ص. 74–86. Her baptism was conditional, because she had already been baptized in the Episcopal Church.
44. ↑  A Russian neighbor's sister had named her daughter Tamar, and Day was impressed by St. تيريزا الأفيلاوية, whose biography she had recently read. Miller، William D. (1982). Dorothy Day: A Biography. NY: Harper & Row. ص. 184.
45. ↑  Day، Dorothy (مايو 1978). "On Pilgrimage". The Catholic Worker: 2.
46. ↑  Forest، Jim (2011). All is Grace: A Biography of Dorothy Day. Maryknoll, NY: Orbis Books. ص. 90–95.
47. ↑  Patrick Jordan, ed., Dorothy Day: Writings from Commonweal [1929-1973] (Liturgical Press, 2002), 1-55
48. ↑  Day، Dorothy (1981). The Long Loneliness: the autobiography of Dorothy Day. San Francisco: Harper & Row. ص. 165–166.
49. ↑  Atkins، Robert (2013). "Dorothy Day's social Catholicism: The formative French influences". International Journal for the Study of the Christian Church. ج. 13 ع. 2: 96–110. DOI:10.1080/1474225X.2013.780400. S2CID:143851912.
50. ↑  Atkins، Robert (1 مايو 2013). "Dorothy Day's social Catholicism: the formative French influences". International Journal for the Study of the Christian Church. ج. 13 ع. 2: 96–110. DOI:10.1080/1474225X.2013.780400. ISSN:1474-225X. S2CID:143851912.
51. ↑  Loaves and Fishes, 1983 reprint, pp. 13-14.
52. ↑  Sheila Webb, "Dorothy Day and the Early Years of the Catholic Worker: Social Action through the Pages of the Press," in U.S. Catholic Historian, Vol. 21, No. 3, Summer, 2003, 71-80, JSTOR, accessed January 30, 2014 نسخة محفوظة 2021-01-04 على موقع واي باك مشين.
53. ↑  Fielding، Rosemary. "Sister Peter Claver Spent Life Working for Poor and Forgotten". GodSpy: Faith at the edge. مؤرشف من الأصل في 2017-12-25. اطلع عليه بتاريخ 2016-06-12.
54. ↑  Sheila Webb, "Dorothy Day and the Early Years of the Catholic Worker: Social Action through the Pages of the Press," in U.S. Catholic Historian, Vol. 21, No. 3, Summer, 2003, 71-80, JSTOR, accessed January 30, 2014 نسخة محفوظة 4 يناير 2021 على موقع واي باك مشين.
55. ↑  Sheila Webb, "Dorothy Day and the Early Years of the Catholic Worker: Social Action through the Pages of the Press," in U.S. Catholic Historian, Vol. 21, No. 3, Summer, 2003, 80-84, JSTOR, accessed January 30, 2014 نسخة محفوظة 4 يناير 2021 على موقع واي باك مشين.
56. ↑  Sheila Webb, "Dorothy Day and the Early Years of the Catholic Worker: Social Action through the Pages of the Press," in U.S. Catholic Historian, Vol. 21, No. 3, Summer, 2003, 84-8, JSTOR, accessed January 30, 2014 نسخة محفوظة 2021-01-04 على موقع واي باك مشين.
57. ↑  Coles (1987), pp. 14–15.
58. ↑  "List of Catholic Worker Communities". catholicworker.org. مؤرشف من الأصل في ديسمبر 20, 2008. اطلع عليه بتاريخ نوفمبر 30, 2008.
59. 1 2  Forest، Jim (2011). All is Grace: A Biography of Dorothy Day. Maryknoll, NY: Orbis Books. ص. 152–6.
60. ↑  Day، Dorothy (سبتمبر 1938). "Explains CW Stand on Use of Force". Dorothy Day Collection. مؤرشف من الأصل في 2020-07-30. اطلع عليه بتاريخ 2014-01-31.
61. ↑  Sheila Webb, "Dorothy Day and the Early Years of the Catholic Worker: Social Action through the Pages of the Press," in U.S. Catholic Historian, Vol. 21, No. 3, Summer, 2003, 84, JSTOR, accessed January 30, 2014 نسخة محفوظة 4 يناير 2021 على موقع واي باك مشين.
62. ↑  Roberts, pp. 179–182; Catholic Worker, "Statement of Ownership, Management, and Circulation," December 2013, p. 2.
63. ↑  Day، Dorothy (1938). From Union Square to Rome: Chapter 1. مؤرشف من الأصل في 2021-01-25.
64. ↑  Day، Dorothy (1938). From Union Square to Rome: Introduction. مؤرشف من الأصل في 2021-01-04.
65. ↑  "Catholic Readers Get List of Books" (PDF). New York Times. 2 أبريل 1939. مؤرشف من الأصل (PDF) في 2022-10-11. اطلع عليه بتاريخ 2014-01-27. Dorothy Day, From Union Square to Rome, Silver Spring, MD: Preservation of the Faith Press, 1938
66. 1 2  Day، Dorothy (1963). The Faces of Poverty, in Hearing the Call Across Traditions. ص. 120. ISBN:9781594732645. مؤرشف من الأصل في 2020-01-10.
67. ↑  Day، Dorothy (1963). The Faces of Poverty, in Hearing the Call Across Traditions. ص. 117. ISBN:9781594732645. مؤرشف من الأصل في 2020-01-09.
68. ↑  Day، Dorothy (مايو 1951). "The Incompatibility of Love and Violence". Dorothy Day Collection. مؤرشف من الأصل في 2017-10-19. اطلع عليه بتاريخ 2014-01-31.
69. ↑  "On Pilgrimage--Our Spring Appeal," Catholic Worker, May 1970
70. ↑  Day، Dorothy (1981). The Long Loneliness: the autobiography of Dorothy Day. San Francisco: Harper & Row. ص. 38.
71. ↑  Elie (2003), p. 17
72. ↑  Miller, William D. (1982). Dorothy Day: A Biography. NY: Harper & Row. pp. 27–8.
73. ↑  Elie (2003), p. 57
74. ↑  Day، Dorothy (فبراير 1974). "On Pilgrimage; Small is Beautiful". Dorothy Day Collection. مؤرشف من الأصل في 2017-10-19. اطلع عليه بتاريخ 2014-01-28.
75. ↑  McKay, Iain. An Anarchist FAQ Volume One. AK Press. 2007. pp. 75.
76. ↑  Day, Dorothy. On Pilgrimage. Wm. B. Eerdmans Publishing Co. 1999. pp. 22, 40.
77. ↑  Day, Dorothy. House of Hospitality. Our Sunday Visitor Inc. 2015. pp. 41.
78. ↑  Day، Dorothy (مايو 1974). "On Pilgrimage; A Hard Job". Dorothy Day Collection. مؤرشف من الأصل في 2017-10-19. اطلع عليه بتاريخ 2014-01-28.